# Cratere Rheasilvia
Rheasilvia è il più grande cratere sulla superficie dell'asteroide 4 Vesta. Con i suoi 505 km di diametro è uno dei crateri più grandi del Sistema solare.

## Scoperta e denominazione
Fu osservato per la prima volta dal telescopio spaziale Hubble nel 1997, ma non ha ricevuto una denominazione fino al 2011, dopo che nuove immagini ed informazioni sono state ottenute grazie alla missione Dawn della NASA. Le linee guida dell'Unione Astronomica Internazionale prevedono che i crateri su Vesta siano intitolati alle vestali, sacerdotesse della dea romana Vesta. Così, il cratere è stato intitolato a Rea Silvia che, secondo la leggenda della fondazione di Roma, fu la madre di Romolo e Remo.

## Descrizione

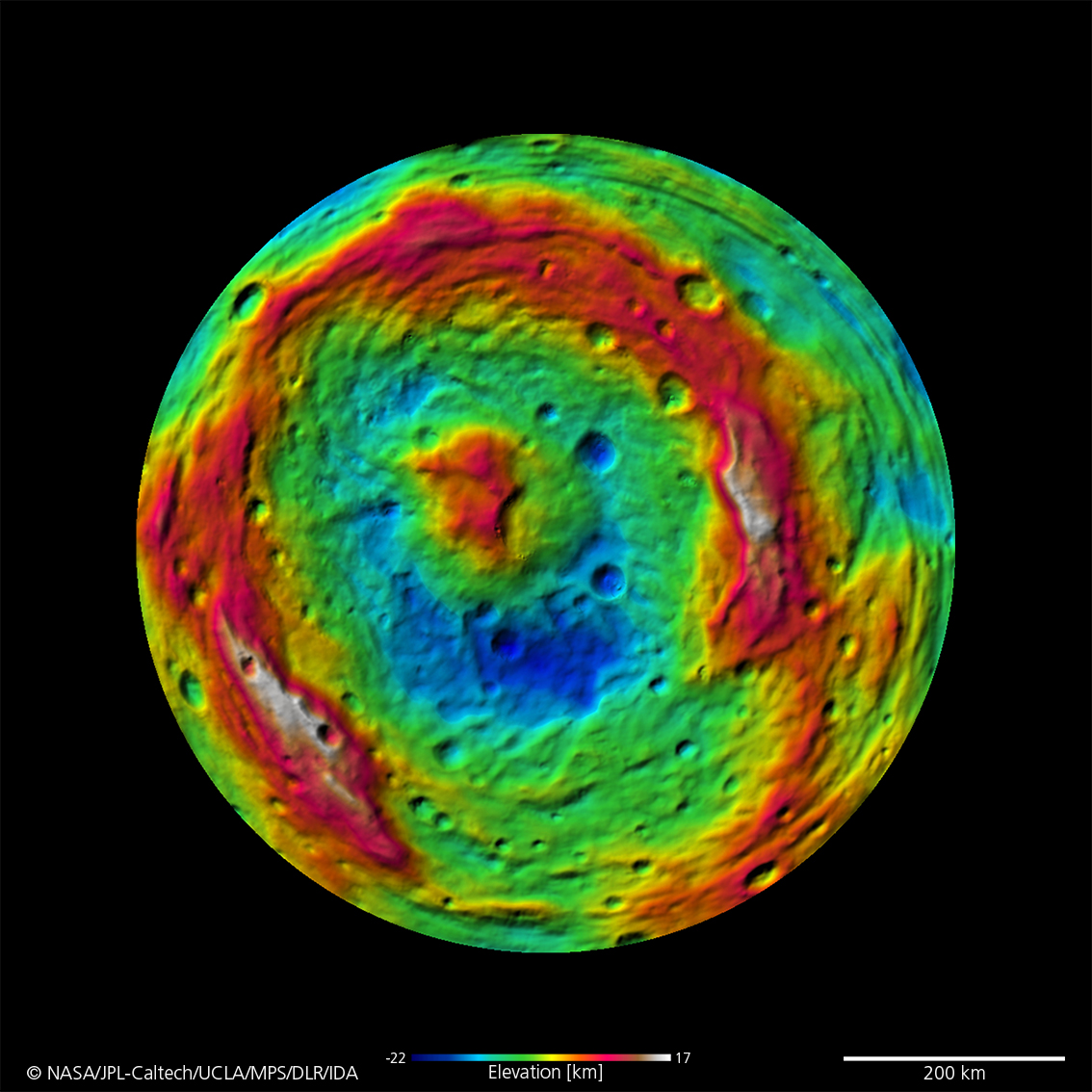
Mappa topografica dell'emisfero meridionale di Vesta. In rosso le altezze maggiori.

Il cratere Rheasilvia è una vasta depressione di 505 km di diametro presente nell'emisfero meridionale di Vesta; raggiunge una profondità media di 25 km. Presenta un vistoso picco centrale che raggiunge i 22 km d'altezza dalla pianura circostante e che si estende per una lunghezza di circa 100 km.
Il cratere si sovrappone ad un cratere più antico, il cratere Veneneia, di circa 450 km di diametro.
Analisi spettrografiche condotte attraverso il telescopio spaziale Hubble hanno rivelato l'esposizione di olivina e ciò ha suggerito che il cratere penetri in profondità nella crosta dell'asteroide e che possa raggiungere il mantello. Tuttavia, analisi preliminari delle osservazioni condotte dalla sonda Dawn non sono ancora riuscite a confermare questo scenario.
Nella regione equatoriale di Vesta sono presenti una serie di canali concentrici al cratere Rheasilvia e si ritiene che siano fratture prodotte dagli impatti che hanno originato i crateri Rheasilvia e Veneneia. La maggiore di queste, la Divalia Fossa, è ampia approssimativamente 10 km e lunga 465 km. 
Si presume che l'impatto abbia fatto perdere l'1% del volume originario di Vesta e che abbia originato la famiglia Vesta di asteroidi, quelli di tipo V e delle meteoriti HED. È stato stimato che sia avvenuto circa un miliardo di anni fa.